# Tom Velisek
Tom Velisek (ur. 15 stycznia 1981 w Nelson) – kanadyjski snowboardzista. Zajął 23. miejsce w snowcrossie na igrzyskach olimpijskich w Turynie. Jego najlepszym wynikiem na mistrzostwach świata w snowboardzie było 4. miejsce w snowcrossie na mistrzostwach w Kangwŏn. Najlepsze wyniki w Pucharze Świata w snowboardzie osiągnął w sezonie 2007/2008, kiedy to zajął 43. miejsce w klasyfikacji generalnej.

## Sukcesy

### Igrzyska olimpijskie
| Miejsce | Dzień     | Rok  | Miejscowość | Konkurencja    | Zwycięzca    |
| ------- | --------- | ---- | ----------- | -------------- | ------------ |
| 23.     | 16 lutego | 2006 | Turyn       | Snowboardcross | Seth Wescott |

### Mistrzostwa Świata
| Miejsce | Dzień       | Rok  | Miejscowość | Konkurencja    | Zwycięzca        |
| ------- | ----------- | ---- | ----------- | -------------- | ---------------- |
| 38.     | 18 stycznia | 2003 | Kreischberg | Big Air        | Risto Mattila    |
| 6.      | 16 stycznia | 2005 | Whistler    | Snowboardcross | Seth Wescott     |
| 23.     | 14 stycznia | 2007 | Arosa       | Snowboardcross | Xavier de Le Rue |
| 4.      | 18 stycznia | 2007 | Kangwŏn     | Snowboardcross | Markus Schairer  |

### Puchar Świata

#### Miejsca w klasyfikacji generalnej
- 2001/2002 – –
- 2002/2003 – –
- 2003/2004 – –
- 2004/2005 – –
- 2005/2006 – 45.
- 2006/2007 – 107.
- 2007/2008 – 43.
- 2008/2009 – 51.
- 2009/2010 – 90.

#### Miejsca na podium
1. Berchtesgaden – 25 stycznia 2003 (Snowcross) – 3. miejsce
2. Badgastein – 5 stycznia 2004 (Snowcross) – 1. miejsce
3. Badgastein – 5 stycznia 2006 (Snowcross) – 3. miejsce
4. Lake Placid – 19 marca 2008 (Snowcross) – 3. miejsce